# Julius Friedrich Wilhelm Bosse
Julius Friedrich Wilhelm Bosse ( 1788 - 1864 ) foi um botânico alemão. A partir do ano de 1814 foi curador dos jardins ducais de Oldenburg, na Alemanha.

## Publicações
- 1829. Über die Befruchtung der Passions-Blumen. Verhandlungen des Vereins zur Beförderung des Gartenbaus in den königlich Preussischen Staaten 5: 431--2[1]

### Livros
- 1831. Der Blumenfreund oder fassliche, auf vieljährige, eigene Erfahrung gegründete Anleitung zur Behandlung der Zierpflanzen ... 340 pp.
- 1840. Abies - Dyckia. 731 pp.
- 1841. Ebalium - Oxyura. 705 pp.
- 1842. Pachypodium - Zygophyllum. 678 pp.
- 1846. Die Cultur der Orchideen: Vorzüglich nauch John Henshall dargestellt : mit einer Einleitung und einem alphabetischen Verzeichnisse fast aller exotischen Orchideen, welche in England, Belgien und Deutschland cultivirt werden ... 154 pp.ler
- 1854. Neueste Zierpflanzen. 562 pp.
- 1859. Einleitung. Abelia - Dysophylla. 994 pp.
- 1860. Ecbalium - Oxyura. 965 pp.
- 1861. Vollstandiges Handbuch der Blumen-gartnerei; oder, Genaue Beschreibung fast aller in Deutschland bekannt gewordenen Zierpflanzen, mit Einschluss der Palmen und der vorzuglichsten Strauche und Baume, welche zu Lustanlagen benutzt werden (Manual completo de flores de jardin) Volume 3: ler ed. de 1859 ler ed. de 1861
- 1861. Pachyra - Zygophyllum. 971 pp.